# ÖHB-Cup der Männer 2023/24
Der ÖHB-Cup 2023/24 ist die 37. Austragung des Handballcupwettbewerbs der Herren.

## Hauptrunden

### 1. Runde
| Datum, Uhrzeit          | Heimmannschaft                                 | Ergebnis          | Gastmannschaft                                |
| ----------------------- | ---------------------------------------------- | ----------------- | --------------------------------------------- |
| 6. Okt. 2023, 19:30 Uhr | UHC Absam (LL) 5 Staudinger                    | 17 : 45 (8 : 19)  | Alpla HC Hard (1L) 11 Lürzer                  |
| 7. Okt. 2023, 15:00 Uhr | SK Traun (LL) 7 Preinfalk, Zulehner, Arzel     | 36 : 18 (18 : 8)  | HcB Lauterach (2L) 8 Brdaric                  |
| 7. Okt. 2023, 18:00 Uhr | HC Lustenau -- 12 Tomasini                     | 32 : 31 (14 : 11) | UHC Salzburg (2L) 12 Fuchs                    |
| 7. Okt. 2023, 18:00 Uhr | Alpla HC Hard 2 -- 7 Maier                     | 22 : 37 (9 : 19)  | Handball Tirol 2 (2L) 8 Magelinskas, Benjamin |
| 7. Okt. 2023, 18:00 Uhr | Union Horn (RL) 7 Demovic                      | 29 : 36 (15 : 16) | Union St. Pölten (2L) 7 Zakula                |
| 7. Okt. 2023, 18:00 Uhr | ASKÖ SVVW Klagenfurt (LL) 6 Salbrechter        | 26 : 34 (10 : 17) | Handball West Wien (2L) 8 Dräger              |
| 7. Okt. 2023, 19:00 Uhr | UHC Eggenburg (LL) 7 Lintner                   | 26 : 34 (10 : 17) | BT Füchse (1L) 8 Wulz, Skrinjar               |
| 7. Okt. 2023, 19:00 Uhr | UHC Graz (LL) 4 Schwarz-Gsaxner                | 20 : 37 (9 : 20)  | SC Ferlach (1L) 8 Rath                        |
| 7. Okt. 2023, 19:00 Uhr | #1Team Handball SV (RL) 4 Autherith, Ebner     | 16 : 47 (7 : 24)  | JAGS Vöslau (1L) 7 Schartel                   |
| 7. Okt. 2023, 19:00 Uhr | BT Füchse 2 (LL) 7 Neuhold                     | 25 : 42 (13 : 22) | UHC Hollabrunn (1L) 9 Parzer                  |
| 7. Okt. 2023, 19:15 Uhr | WAT Fünfhaus Handball 2 (LL) 6 Neckov          | 25 : 34 (14 : 15) | Handball Sportunion Leoben (2L) 9 Kunst       |
| 7. Okt. 2023, 19:30 Uhr | Handballclub Fivers Margareten 3 (LL) 4 Fricke | 25 : 34 (14 : 15) | WAT Atzgersdorf (2L) 8 Falthansl-Scheinecker  |
| 8. Okt. 2023, 15:00 Uhr | HC BW Feldkirch 2 -- 5 Hintringer              | 15 : 43 (9 : 18)  | Handball Tirol (1L) 8 Prader                  |
| 8. Okt. 2023, 17:00 Uhr | ASKÖ Linz-Urfahr (LL) 6 Kobl                   | 29 : 27 (10 : 12) | Handball Tirol FT (2L) 8 Kammerhofer          |

### 2. Runde
| Datum, Uhrzeit           | Heimmannschaft                         | Ergebnis          | Gastmannschaft                                      |
| ------------------------ | -------------------------------------- | ----------------- | --------------------------------------------------- |
| 10. Nov. 2023, 18:45 Uhr | HIB Graz (2L) 8 Trifunović             | 26 : 40 (13 : 19) | JAGS Vöslau (1L) 8 Posch                            |
| 10. Nov. 2023, 19:15 Uhr | Spiders Wels (2L) 14 Röthig            | 42 : 27 (17 : 10) | ASKÖ Linz-Urfahr (LL) 5 Strauch                     |
| 11. Nov. 2023, 17:00 Uhr | UHC Hollabrunn (1L) 10 Gal             | 26 : 30 (14 : 18) | SC Ferlach (1L) 5 Juranic, Gonzalez                 |
| 11. Nov. 2023, 18:00 Uhr | WAT Atzgersdorf (2L) 11 Dobias         | 32 : 28 (15 : 15) | Handball Sportunion Leoben (2L) 8 Stolz             |
| 11. Nov. 2023, 18:30 Uhr | SK Traun (LL) 10 Preinfalk             | 29 : 33 (13 : 15) | SG Hc Linz AG / Neue Heimat FT (2L) 7 Mitterrutzner |
| 11. Nov. 2023, 19:00 Uhr | Union Korneuburg (2L) 12 Rattensperger | 32 : 31 (13 : 17) | WAT Fünfhaus (2L) 10 Bernkop-Schnürch               |
| 11. Nov. 2023, 19:00 Uhr | Handball West Wien (2L) 5 Kofler       | 31 : 24 (17 : 9)  | Perchtoldsdorf Devils (2L) 5 Henkles, Heiglauer     |
| 11. Nov. 2023, 20:00 Uhr | HC Lustenau -- 4 Tomasini, Horschy     | 31 : 24 (17 : 9)  | Handball Tirol (1L) 10 Prader                       |
| 11. Nov. 2023, 20:35 Uhr | HSG Bärnbach/Köflach 1L 5 Prakapenja   | 18 : 26 (8 : 12)  | HSG Graz (1L) 7 Beloš                               |
| 12. Nov. 2023, 16:00 Uhr | Handball Tirol 2 2L 7 Magelinskas      | 31 : 40 (20 : 20) | Alpla HC Hard (1L) 9 Sgonc                          |

### Achtelfinale
| Datum, Uhrzeit           | Heimmannschaft                              | Ergebnis          | Gastmannschaft                     |
| ------------------------ | ------------------------------------------- | ----------------- | ---------------------------------- |
| 14. Feb. 2024, 19:30 Uhr | UHK Krems (1L) 8 Rozman                     | 32 : 30 (17 : 14) | BT Füchse (1L) 8 Santos            |
| 16. Feb. 2024, 19:30 Uhr | Union Korneuburg (2L) 6 Rattensperger       | 20 : 38 (11 : 20) | Fivers WAT Margareten (1L) 9 Schuh |
| 17. Feb. 2024, 16:30 Uhr | SG Hc Linz AG / Neue Heimat FT (2L) 9 Rados | 39 : 25 (20 : 13) | Spiders Wels (2L) 7 SKutic         |
| 17. Feb. 2024, 18:00 Uhr | Handball Tirol (1L) 10 Kandolf              | 35 : 32 (17 : 14) | JAGS Vöslau (1L) 12 Posch          |
| 17. Feb. 2024, 19:00 Uhr | WAT Atzgersdorf (2L) 8 Bajgoric             | 25 : 31 (11 : 13) | SC Ferlach (1L) 6 Jovanovic        |
| 17. Feb. 2024, 19:00 Uhr | HC Linz AG (1L) 10 Grgić                    | 30 : 33 (13 : 16) | Alpla HC Hard (1L) 10 Antanavičius |
| 18. Feb. 2024, 18:00 Uhr | Handball West Wien (2L) 7 Pfeifer           | 26 : 25 (12 : 16) | Union St. Pölten (2L) 9 Kral       |
| 20. Feb. 2024, 18:30 Uhr | Bregenz Handball (1L) 11 Mahr               | 34 : 44 (16 : 19) | HSG Graz (1L) 16 Predragović       |

### Viertelfinale
| Datum, Uhrzeit           | Heimmannschaft                       | Ergebnis          | Gastmannschaft                               |
| ------------------------ | ------------------------------------ | ----------------- | -------------------------------------------- |
| 22. März 2024, 19:00 Uhr | Alpla HC Hard (1L) 6 Antanavičius    | 38 : 25 (17 : 10) | SC Ferlach (1L) 5 Kocbek, Juranic, Milićević |
| 23. März 2024, 19:30 Uhr | Fivers WAT Margareten (1L) 6 Damböck | 28 : 30 (10 : 16) | Handball Tirol (1L) 10 Perić                 |
| 24. März 2024, 18:00 Uhr | HSG Graz (1L) 7 Predragović          | 28 : 25 (12 : 26) | UHK Krems (1L) 7 Rozman                      |
| 3. Apr. 2024, 20:15 Uhr  | Handball West Wien (2L) 9 Möstl      | 26 : 22 (14 : 12) | SG Hc Linz AG / Neue Heimat FT (2L) 8 Rados  |

## Finalrunden
Die Endrunde, das Final Four, fand am 19. und 20. April 2024 in der Sporthalle Schwaz Ost  statt.

### Halbfinale
| Datum, Uhrzeit           | Heimmannschaft                              | Ergebnis          | Gastmannschaft             |
| ------------------------ | ------------------------------------------- | ----------------- | -------------------------- |
| 19. Apr. 2024, 17:30 Uhr | Handball Tirol (1L) 8 Perić                 | 33 : 31 (16 : 16) | Alpla HC Hard (1L) 8 Tokić |
| 19. Apr. 2024, 20:20 Uhr | Handball West Wien (1L) 6 Möstl, Bryslawski | 28 : 25 (16 : 14) | HSG Graz (1L) 8 Jensterle  |

### Finale
| Handball Tirol | Handball Tirol       | Handball Tirol | Handball Tirol | Handball Tirol | 28 (10) | - | 29 (15) | Handball West Wien | Handball West Wien | Handball West Wien | Handball West Wien | Handball West Wien |
| -------------- | -------------------- | -------------- | -------------- | -------------- | ------- | - | ------- | ------------------ | ------------------ | ------------------ | ------------------ | ------------------ |
| Rückennummer   | Spieler              | Gelbe Karte    |                | Rote Karte     | Tore    |   | Tore    | Gelbe Karte        |                    | Rote Karte         | Spieler            | Rückennummer       |
| 2              | Alexander Wanitschek |                |                |                | 2       |   | 0       |                    |                    |                    | Sandro Uvodić      | 1                  |
| 3              | Thomas Kandolf       |                |                |                | 10      |   | 4       |                    |                    |                    | Clemens Meleschnig | 2                  |
| 5              | Anton Lamesic        |                |                |                | 0       |   | 7       |                    |                    |                    | Clemens Möstl      | 3                  |
| 6              | Emanuel Petrusic     |                |                |                | 3       |   | 2       |                    | 1                  |                    | Gabriel Kofler     | 10                 |
| 8              | Sebastian Spendier   |                | 1              |                | 2       |   | 5       |                    |                    |                    | Andreas Dräger     | 13                 |
| 17             | Filip Perić          |                |                |                | 6       |   | 0       |                    |                    |                    | Daniel Schmid      | 21                 |
| 19             | Petar Medić          |                |                |                | 2       |   | 0       |                    |                    |                    | Florian Spona      | 27                 |
| 22             | Luca Lechleitner     |                |                |                | 0       |   | 0       |                    |                    |                    | Florin Weik        | 31                 |
| 23             | Aljaksej Kischou     |                |                |                | 0       |   | 1       |                    |                    |                    | Bernhard Huber     | 32                 |
| 26             | Michael Miskovez     |                |                |                | 2       |   | 3       |                    |                    |                    | Fabian Frühstück   | 37                 |
| 35             | Thomas Wagner        |                |                |                | 0       |   | 2       |                    | 2                  |                    | Paul Pfeifer       | 44                 |
| 52             | Boris Tanic          |                |                |                | 0       |   | 0       |                    |                    |                    | Elias Halmer       | 66                 |
| 57             | Balthasar Huber      |                |                |                | 0       |   | 4       |                    | 1                  |                    | Fabian Bryslawski  | 67                 |
| 77             | Lukas Prader         |                |                |                | 0       |   | 1       |                    | 1                  |                    | Luca Gareis        | 70                 |
| 97             | Samuel Kofler        |                | 2              |                | 1       |   | 0       |                    |                    |                    | Philipp Pajer      | 77                 |
| 99             | Johannes Demmerer    |                |                |                | 0       |   | 0       |                    |                    |                    | Bela Wiegrefe      | 90                 |
| Trainer        | Christoph Jauernik   |                |                |                |         |   |         | 1                  |                    |                    | Roland Marouschek  | Trainer            |

Schiedsrichter: Florian Hofer & Andreas Schmidhuber